# Apocheima popovi
Apocheima popovi är en fjärilsart som beskrevs av Vojnits et al. 1972. Apocheima popovi ingår i släktet Apocheima och familjen mätare. Inga underarter finns listade i Catalogue of Life.